# Sabacarus corneri
Sabacarus corneri är en kvalsterart som beskrevs av Ramsay och Sheals 1969. Sabacarus corneri ingår i släktet Sabacarus och familjen Oribotritiidae. Inga underarter finns listade i Catalogue of Life.